# Ivan Basso
|  | Denne artikel eller sektion om sport er forældet eller ikke opdateret. Se artiklens diskussionsside eller historik. |

Ivan Basso (født 26. november 1977) er en italiensk tidligere cykelrytter. Han har var professionel siden 1998. Han kørte for det danske cykelhold Team CSC fra 2004-2006 og kørte inden da for Fassa Bortolo (2001 – 2003).
Den 30. juni- umiddelbart før etapeløbets start – 2006 blev Ivan Basso trukket fra Tour de France 2006, idet hans navn figurerede på en liste over cykelryttere, som angiveligt[kilde mangler] skulle have fået fordelt og købt[kilde mangler] doping af en læge og en tidligere cykeldirektør. Den 24. april 2008 offentliggjorde Basso, at han havde skrevet en kontrakt med Liquigas gældende fra den 24. oktober 2008, dagen hvor hans to årige karantæne udløber, og to sæsoner frem.

## Karriere
Han begyndte karrieren for de mindre italienske hold Amica Chips, Riso Scotti og Asics, inden han skiftede til Fassa Bortolo. Her blev han holdets kaptajn i Tour de France, hvor han vandt ungdomstrøjen i 2002.
Basso kom til Team CSC for at overtage hvervet som kaptajn efter Tyler Hamilton, der forlod holdet. Det første år blev han nummer tre i Touren. I år 2005 satsede han på at vinde både Giro d'Italia og Tour de France, men efter sygdom måtte han opgive at vinde Giroen det år.[kilde mangler] Han deltog dog i Tour de France og opnåede en andenplads. I 2010 vandt han Giro d'Italia 
Frem mod Tour de France 2006 blev han betragtet som en af favoritterne til at tage sejren i det franske løb. Fredag den 30. juni – dagen før starten på løbet – bliver Ivan Basso suspenderet af Team CSC, og han må rejse hjem til Italien. Suspenderingen er en følge af den store spanske dopingsag og Operation Puerto, der også river flere andre profiler ud af løbet: Jan Ullrich, Francisco Mancebo og 5 ryttere på Alexander Vinokurovs hold (Astana – Wúrth). Dette bevirkede at Vinokurov heller ikke kunne stille til start, da reglerne foreskriver, at man skal være mindst 6 ryttere til start på et hold.[kilde mangler]
Han er blevet beskyldt[kilde mangler] for at have benyttet sig af dopinglægen Eufemiano Fuentes' tjenester. Avisen El Periódico Extremadura skriver, at dokumenter fra den spanske dopingsag viser, at "Birillo" – som angivelig er synonymet for Basso – fik en blodtransfusion den 12. maj.[kilde mangler] Det skal altså være sket under Giro d'Italia.[kilde mangler] 'Birillo' skulle også have haft en blodtransfusion umiddelbart før Tour de France.[kilde mangler]
Den 18. oktober 2006 blev han enig med holdejer Bjarne Riis om at samarbejdet med Team CSC ophører, dette på trods af en kontrakt til 2008. Den 8. november 2006 meddelte Discovery Channel at de havde skrevet kontrakt med Basso i 2007 og 2008.[kilde mangler] Efter at italienske myndigheder har genoptaget deres undersøgelser af Basso annullerede Discovery Channel kontrakten med Basso 29. april 2007.[kilde mangler]
Den 7. maj 2007 har Ivan Basso erkendt at have været en del af den spanske dopingskandale, men fastslog da også, at han aldrig tog det, men havde til hensigt at gøre det.[kilde mangler]
Den 26. Oktober 2008 gjorde Ivan Basso comeback efter dopingdommen i Japan Cup og endte på en tredjeplads efter Damiano Cunego og Giovani Visconti.

## Tour de France historie
- 2015: Hviledag, bekendtgjorde han har helbredsproblemer og forlod Tour.
- 2006: Bliver regnet som en af favoritterne før starten på løbet. Men dagen før starten på årets Tour bliver han suspenderet af Team CSC. Det sker som følge af den store spanske dopingsag, der også resulterer i, at andre profiler bliver udelukket af deres hold. Han får 24 måneders i karantæne.[kilde mangler]
- 2005: Sluttede på løbets samlede 2. plads.[kilde mangler]
- 2004: 16. juli vandt sin første etapesejr, da han på 12. etape slog Lance Armstrong på årets første rigtige bjergetape.[kilde mangler] Han sluttede på løbets samlede 3. plads.[kilde mangler]
- 2003: Sluttede som nummer syv[kilde mangler] i den samlede stilling, efter at have kørt flot med i bjergene uden dog at angribe.[kilde mangler]
- 2002: Vandt den hvide trøje, som tegn på at være bedste ungdomsrytter.[7]
- 2001: Tour de France debut

## Grand Tour-resultater
| Ivan Basso: Grand Tour-resultater | Ivan Basso: Grand Tour-resultater | Ivan Basso: Grand Tour-resultater | Ivan Basso: Grand Tour-resultater | Ivan Basso: Grand Tour-resultater | Ivan Basso: Grand Tour-resultater | Ivan Basso: Grand Tour-resultater | Ivan Basso: Grand Tour-resultater | Ivan Basso: Grand Tour-resultater |
| --------------------------------- | --------------------------------- | --------------------------------- | --------------------------------- | --------------------------------- | --------------------------------- | --------------------------------- | --------------------------------- | --------------------------------- |
|                                   | 2005                              | 2006                              | 2007                              | 2008                              | 2009                              | 2010                              | 2011                              | 2012                              |
| Giro d'Italia                     |                                   |                                   |                                   |                                   |                                   |                                   |                                   |                                   |
| Sammenlagt                        | 28                                | 1                                 | -                                 | -                                 | 5                                 | 1                                 |                                   | {{{SamletGdI12}}}                 |
| Bjergkonkurrencen                 | 4                                 | 2                                 | -                                 | -                                 | >10                               |                                   |                                   | {{{BjergGdI12}}}                  |
| Pointkonkurrencen                 | 5                                 | 2                                 | -                                 | -                                 | 9                                 |                                   |                                   | {{{PointGdI12}}}                  |
| Ungdomskonkurrencen               | -                                 | -                                 | -                                 | -                                 | -                                 |                                   |                                   | {{{UngGdI12}}}                    |
| Etapesejre                        | 2                                 | 4                                 | -                                 | -                                 | 0                                 |                                   |                                   | {{{EtapGdI12}}}                   |
| Tour de France                    |                                   |                                   |                                   |                                   |                                   |                                   |                                   |                                   |
| Sammenlagt                        | 2                                 | udg.                              | -                                 | -                                 | -                                 |                                   |                                   | {{{SamletTdF12}}}                 |
| Bjergkonkurrencen                 |                                   | -                                 | -                                 | -                                 | -                                 |                                   |                                   | {{{BjergTdF12}}}                  |
| Pointkonkurrencen                 |                                   | -                                 | -                                 | -                                 | -                                 |                                   |                                   | {{{PointTdF12}}}                  |
| Ungdomskonkurrencen               | -                                 | -                                 | -                                 | -                                 | -                                 |                                   |                                   | {{{UngTdF12}}}                    |
| Etapesejre                        | 0                                 | 0                                 | -                                 | -                                 | -                                 |                                   |                                   | {{{EtapTdF12}}}                   |
| Vuelta a España                   |                                   |                                   |                                   |                                   |                                   |                                   |                                   |                                   |
| / Sammenlagt                      | -                                 | -                                 | -                                 | -                                 | 4                                 |                                   |                                   | {{{SamletVaE12}}}                 |
| / Bjergkonkurrencen               | -                                 | -                                 | -                                 | -                                 | >10                               |                                   |                                   | {{{BjergVaE12}}}                  |
| / Pointkonkurrencen               | -                                 | -                                 | -                                 | -                                 | 9                                 |                                   |                                   | {{{PointVaE12}}}                  |
| Kombinationskonkurrencen          | -                                 | -                                 | -                                 | -                                 | 6                                 |                                   |                                   | {{{KombVaE12}}}                   |
| Etapesejre                        | -                                 | -                                 | -                                 | -                                 | 0                                 |                                   |                                   | {{{EtapVaE12}}}                   |

- udg. = udgået